# خادم إتش تي تي بي أباتشي
خادم الشبكة العنكبوتية أباتشي (بالإنجليزية: Apache HTTP Server)‏ الذي يشار إليه عادة باسم أباتشي، لعب دورًا رئيسيًا في نمو الشبكة العنكبوتية العالمية في بداية عهدها، لقد كان أباتشي أول بديل عملي لخادم الويب من شركة نتسكيب كوميونكشن (الذي عرف بـ خادم الويب صن جافا)، ومنذ ذاك الحين تطور لينافس خواديم الويب لأنظمة اليونكس من ناحية الأداء والوظائف.
و منذ أبريل 1996، أصبح أباتشي أشهر خادم ويب على الشبكة العنكبوتية (الإنترنت)، ولكن منذ نوفمبر 2005 شهد انخفاض في حصته من سوق خوادم الشبكة العنكبوتية - غالبًا لصالح خادم شركة مايكروسوفت، واعتبارًا من شهر فبراير 2008 يقوم أباتشي بخدمة 50.93٪ من مجمل عدد المواقع.

## نظره تاريخية
ظهرت النسخة الأولى من أباتشي على يد روبرت ماكول، الذي كان يعمل على خادم الويب للمركز الوطني للتطبيقات فائقة السرعة، الذي يعرف باسم NCSA HTTPd، وعندما غادر روبرت المركز في منتصف 1994 توقف تطوير خادم الوب HTTPD، تاركًا ورائه العديد من الرقع التحسينية تتناقل عبر البريد الإلكتروني. لم يكن روبرت وحيداً في هذه الجهود، بل ساعده في ذاك الكثير من المطورين الذين شكلوا مجموعة أباتشي وهم: براين بيليندورف، روي فيلدينغ، روب هارتيل، ديفيد روبنسون، كليف سكولنيك، راندي تيربوشو روبرت ثاو، أندرو ويلسون، إريك هاجبيرج، فرانك بيترز، نيكولاس بيوش.
و مع إصدار النسخة الثانية التي تم فيها إعادة كتابة أجزاء كبيرة من النسخة الأولى لبرنامج أباتشي، تم التركيز على تقسيم الكود إلى وحدات مستقلة وتطوير نظام طبقة النقل معرفة باسم Apache Portable Runtime، لقد شهدت الإصدارة الثانية العديد من التحسينات منها دعم تعددية المهام على أنظمة اليونكس، ودعم أفضل لغير منصات اليونكس (مثل مايكروسوفت ويندوز)، واجهة برمجية جديدة، ودعم ميثاق IPv6، ولقد تم إطلاق هذا الإصدارفي أبريل 2002.

## مزايا أباتشي
يتدعم أباتشي بمجموعة متنوعة من المزايا، والعديد منها تمت ترجمتها كوحدات مستقلة، تزيد من الوظائف الأساسية للخادم، وتمد هذه الوحدات من دعم لغة برمجة لجانب الخادم إلى مخططات التوثيق، فمن ناحية لغات البرمجة يدعم أباتشي على سبيل المثال لغات بيرل وبايثون وتي سي إل وبي إتش بي، ومن ناحية التوثيق يضم أباتشي وحدات مثل mod_access وmod_auth وmod_digest، وكذلك يضم غيرها من المزايا مثل دعم بروتوكول طبقة المنافذ الآمنة وTLS للاتصالات الآمنة، ووحدة البروكسي، وميزة إعادة كتابة العناوين (mod_rewrite)، وميزة السجلات المخصصة (mod_log_config)، ودعم المرشحات (mod_include وmod_ext_filter). و لتقليل حجم الصفحات التي يتم تلقيمها بواسطة أباتشي فإنه يوجد وحدة خارجية لضغط الملفات باسم mod_gzi، هذا وبالإضافة إلى إمكانية تحليل سجلات أباتشي بواسطة متصفح الإنترنت باستخدام برامج مكتوبة مجانية مثل AWStats / W3Perl أو Visitors، وتخصيص رسائل الأخطاء، ودعم التوثيق بواسطة قواعد البيانات.

## الاستعمال
يستعمل أباتشي لتخديم صفحات الويب الساكنة (لا تتغير) والدينامكية (المتغيرة مثل المنتديات)، والعديد من تطبيقات الويب صممت على أساس أنها ستستعمل بيئة أباتشي ومميزاته، وأباتشي أحد مكونات حزمة تطوير تطبيقات الويب المشهورة باسم لامب والتي تحوي نظامي التشغيل جنو/ لينكس، وقاعدة البيانات ماي إس كيو إل ولغات البرمجة بي إتش بي وبيرل وبايثون. وكذلك يتم توزيع أباتشي كأحد أجزاء حزم البرمجيات الاحتكارية مثل قاعدة البيانات أوراكل، وخادم التطبيقات آي بي أم WebSphere، وكذلك قامت أبل بتضمين أباتشي في نظام أو إس 10 كخادم الويب الافتراضي وكداعم لـ WebObjects في خادم التطبيقات. ويستخدم أباتشي لمهام أخرى عندما يجب أن يوفر المحتوى بطريقة آمنة وموثوقة، ومن الأمثلة على ذلك مشاركة الملفات من الحاسوب الشخصي عبر الإنترنت. يعتبر خادم شركة مايكروسوفت خادمات معلومات الإنترنت أهم منافس للأباتشي ويأتي بعده خادم شركة صن مايكروسستم جافا (منصة برمجية) System Web Server، ومجموعة كبيرة من الخوادم الأخرى مثل Zeus Web Server. و تستعمل بعض أكبر مواقع الإنترنت خادم أباتشي لأداء مهامها، فمثلا تستخدم شركة جوجل نسخة معدلة (GWS) من أباتشي لعرض نتائج محرك بحثها الشهير، وكذلك تستعمل مشاريع ويكيمديا بما فيها موسوعة ويكيبيديا خوادم أباتشي.

## الرخصة
يعتبر ترخيص أباتشي ترخيصًا مفتوح المصدر، وهو يسمح بتوزيع الأعمال المشتقة من كود أباتشي كشفرات مفتوحة أو مغلقة، وتعتبر مؤسسة البرامج الحرة رخصة أباتشي غير متوافقة مع النسخة الثانية من رخصة جنو العامة GPL بسبب وجود حالات مخصصة تنهي برءات الاختراع لا يتطلبها ترخيص رخصة جنو العمومية، فلذا لا يمكن تكامل البرامج المرخصة تحت رخصة أباتشي مع البرامج المرخصة تحت رخصة جنو العمومية. ولكن النسخة الثالثة من GPL تحوي حكمًا (قسم 7e) يسمح لها أن تكون متوافقة مع التراخيص التي تحوي شروط لإنهاء براءة الاختراع، بما فيها رخصة أباتشي. اسم Apache هو علامة مسجلة ولا يمكن استخدامها إلا بإذن صريح من أصحاب العلامة التجارية.

## وصلات خارجية
- الموقع الرسمي
- خادوم إتش تي تي بي أباتشي على موقع Open Hub (الإنجليزية)
- خادوم إتش تي تي بي أباتشي على موقع Free Software Directory (الإنجليزية)